# ノリス・コクラン
ノリス・W・コクラン（Norris W. Cochran、1970年6月9日 - ）は、アメリカ合衆国の保健福祉省の官僚。保健福祉長官代行を2度務めた。
コクランは1996年から連邦政府に入り、アメリカ疾病予防管理センターに勤務。2001年から2006年まで行政管理予算局の保健部に在籍。2006年2月5日より保健福祉省に移り、保健福祉次官補代理（予算担当）に就任。2017年1月20日に発足したドナルド・トランプ政権における保健福祉長官に指名されていたトム・プライスが議会の承認を得られるまでの間、長官代行を務めた。プライスが正式に着任しコクランは代理を退任したが、続くジョー・バイデン政権で保健福祉長官に指名されたハビエル・ベセラが上院で承認される前に政権が発足したため、コクランが再び長官代行を務めることとなった。2021年3月18日、ベセラの人事案が上院において50対49の1票差で承認され、翌19日に就任宣誓したことでコクランは長官代理を退任した。長官代行として共和党と民主党、両方の大統領に仕えた。